# Ԟ
Ԟ, ԟ (К со штрихом справа, в Юникоде алеутская К) — буква расширенной кириллицы. Использовалась в алеутском алфавите, составленном православными миссионерами, где обозначала звук [q] и являлась 6-й буквой по счёту. В современном алеутском латинском алфавите соответствует Q, в современном кириллическом — Ӄ.

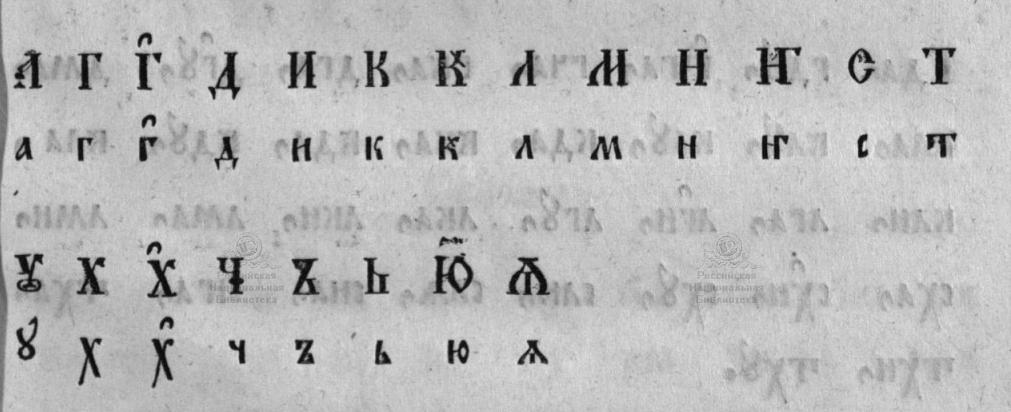
Алеутский алфавит из букваря 1846 года